# Gastronomía de Ecuador

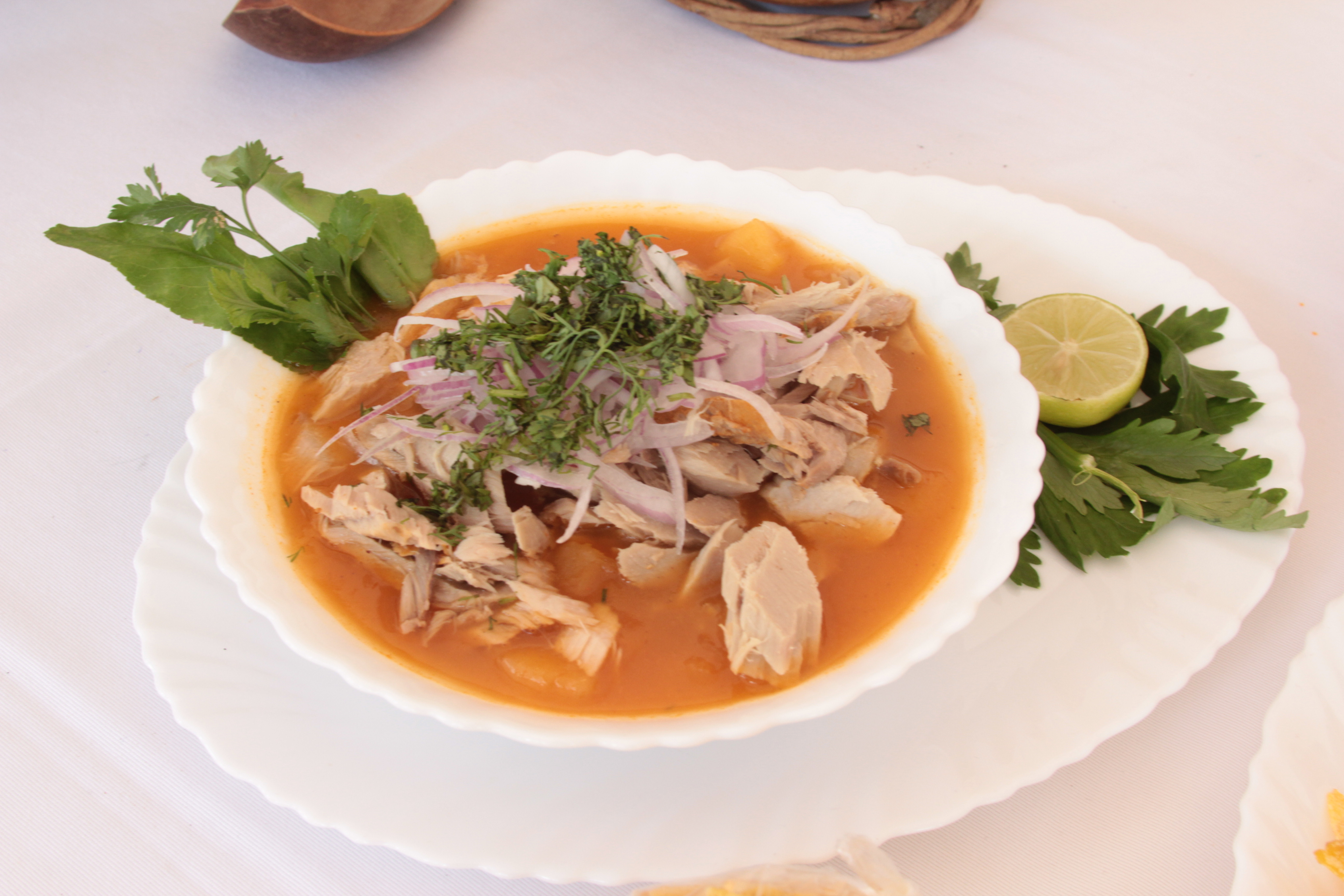
Encebollado

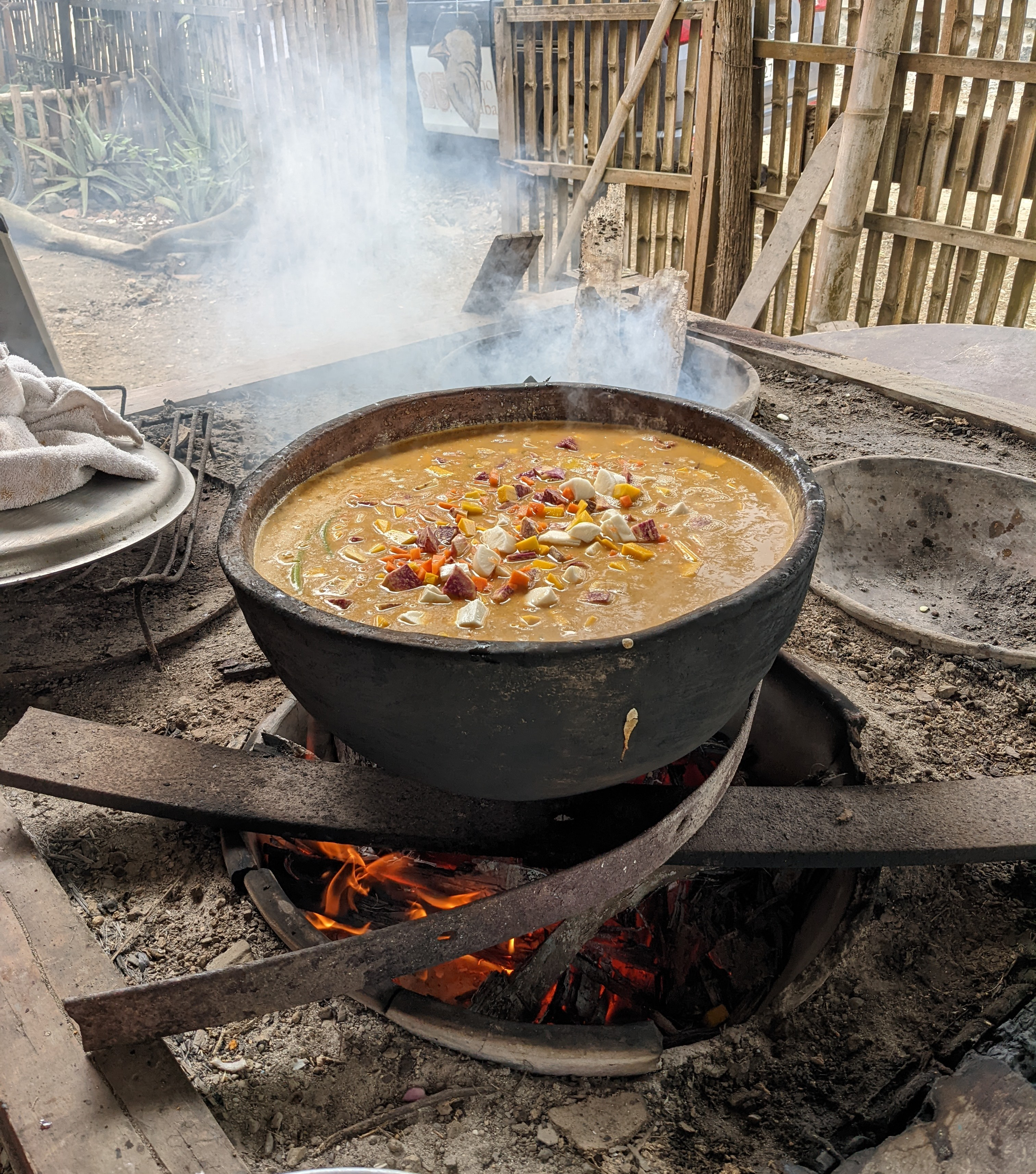
Viche en horno manabita

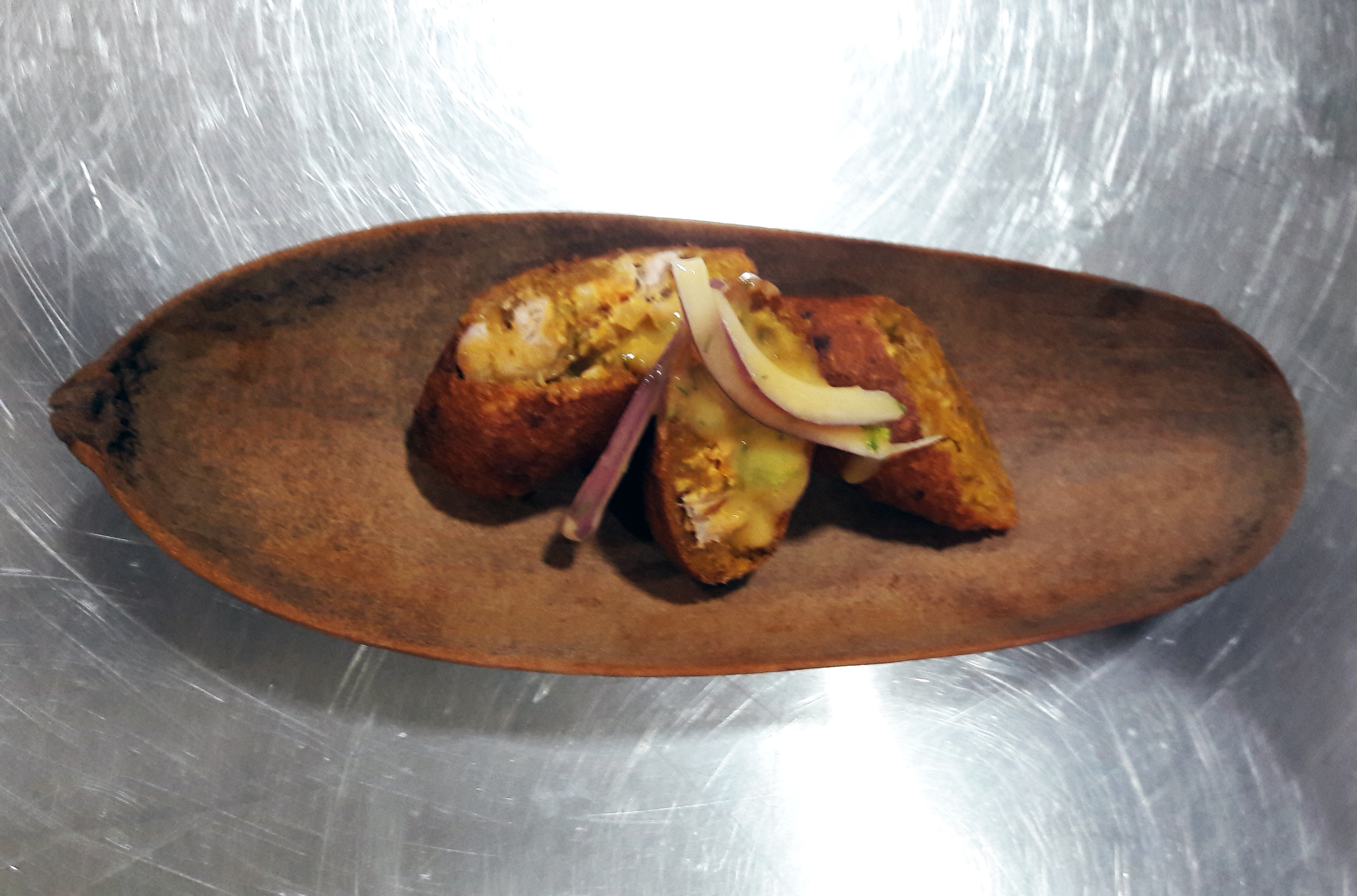
Corviche, preparado con una masa hecha de plátano y maní

La gastronomía ecuatoriana es una variada forma de preparar comidas y bebidas hechas en dicho país, que se ve enriquecida por la pluriculturalidad, aportaciones de las diversas regiones y climas que componen el mismo. Esto se debe a que en Ecuador se encuentran cuatro regiones naturales —Litoral o Costa, Interandina o Sierra, Amazónica e Insular o Galápagos— con costumbres y tradiciones diferentes. Los distintos platos típicos y los ingredientes principales varían en función de estas condiciones naturales. La cocina ecuatoriana está fuertemente influida a lo largo de su historia por los habitantes originarios de la zona, así como de pueblos que conquistaron su territorio (españoles), además de muchas influencias extranjeras. La comida ecuatoriana es también conocida, dentro del país, como “comida criolla” o “comida típica”.

## Principales características
La gastronomía nacional a lo largo del tiempo originó los platos más representativos de cada región con su respectiva forma de preparación. La oferta va desde la clásica fritada, los alimentos envueltos entre los que se cuentan tamales, humas y quimbolitos hasta los ceviches y una gran selección de postres que representan la identidad culinaria de cada provincia. Asimismo se ha incluido la exótica región amazónica con curiosas recetas como la chicha de chontaduro, el casabe, o la shinchicara.
La gastronomía de Ecuador está más representada en el exterior por sus ingredientes que por sus platos típicos tradicionales. Productos de mar, como el camarón, langostinos y el cacao, priorizan en presentaciones realizadas en festivales y ferias internacionales, de la mano de chefs que promueven la cocina nacional. En la mayoría de los hogares del ecuador se consumen sopas y caldos, es llamado el país de las sopas por su variedad y calidad entre las más preparadas en la costa, son: encebollado, caldo de bolas de verde, viche, sancocho de carne o su variante de pescado, caldo de torrejas, raspado de verde, crema de lentejas, caldillo de huevos, chupe de pescado, sopa de verduras, consomé de pollo, extracto de carne y caldo de cabeza de pescado, caldo de gallina, caldo de pata y caldo de salchicha. En la Sierra el locro de papas en muy conocido a nivel nacional, además del arroz de cebada, sopa de quinoa, ají de cuy, el chupy y el yaguarlocro, las cremas son muy populares en la alimentación como la crema de zapallo.
El almuerzo  ecuatoriano está compuesto por la sopa, el plato fuerte o (segundo) y el jugo de frutas naturales.Las preparaciones culinarias ecuatorianas con mayor consenso cultural son el encebollado, el ceviche, el hornado, la fritada y el llapingacho.
La investigación en gastronomía del Ecuador se centra en el área de la oferta turística y la experiencia del cliente, con énfasis en la región costa. Hay poca interdisciplinariedad y los aspectos culturales y patrimoniales están relegados a un segundo plano.

### Ingredientes

#### Mariscos

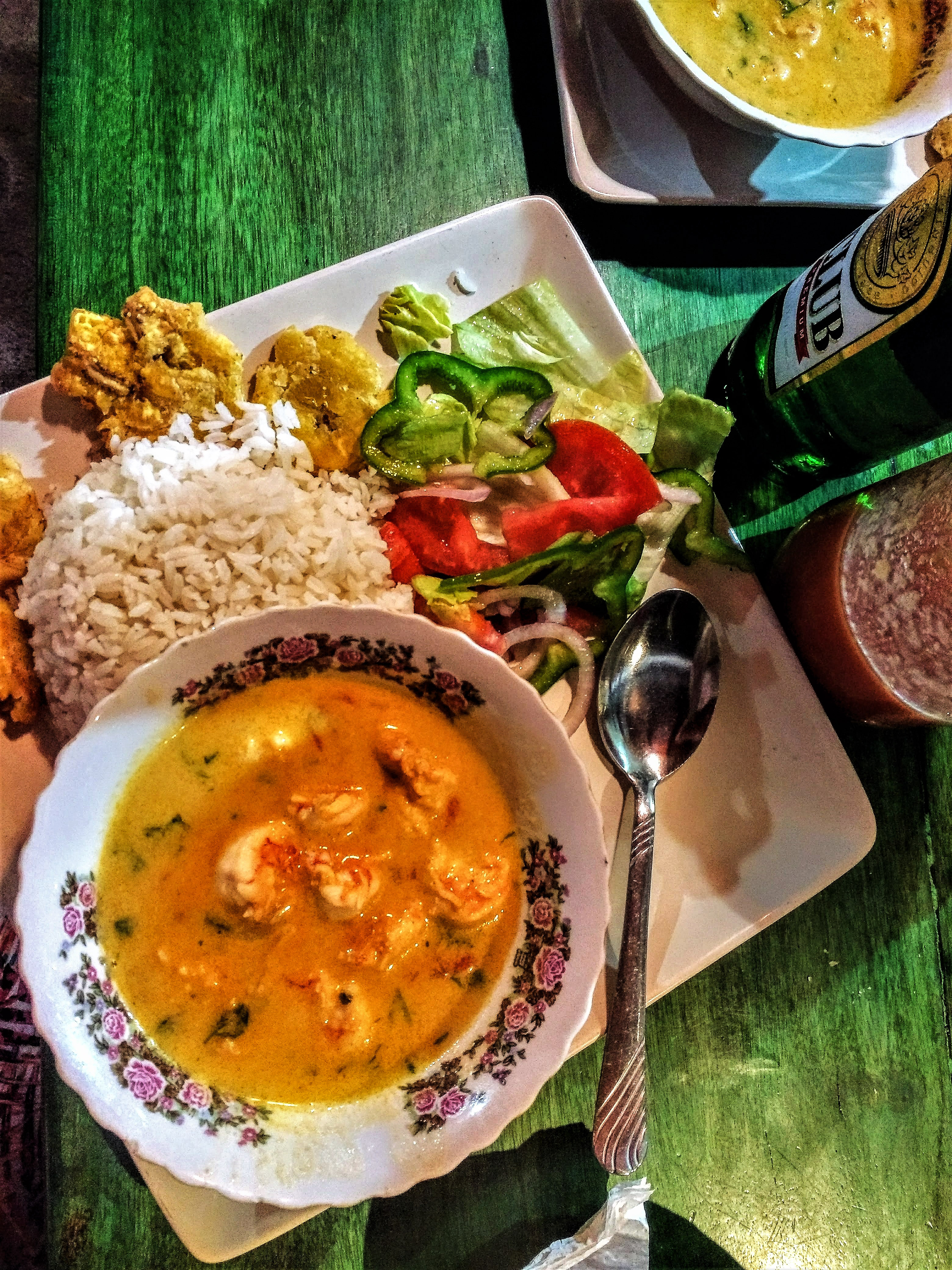
Encocado de camarón

Ecuador posee una línea costera amplia y esto hace que se pueda proveer abundantemente de productos marinos no solo a zonas costeras sino que también a grandes ciudades del interior. Este contacto con el mar hace que la gastronomía ecuatoriana posea abundantes recetas de pescado y marisco. Se pueden considerar entre los mariscos, que dependiendo de la zona son populares: pescado (bagre, atún, lisa, mero, sardina, corvina, pargo, etc.), camarón, concha, calamar, cangrejo, langosta, langostino, ostiones, pulpo entre otros. El camarón ecuatoriano y sus langostinos son reconocidos a nivel mundial por su genética y tamaño, por ello se exportan a más de 50 destinos. El pescado que suele comerse en la costa ecuatoriana es conseguido de las aguas del Océano Pacífico o de los innumerables ríos navegables de la zona. Se puede preparar platos como el encebollado, el encocado, el ceviche, el bollo, la fanesca, el sancocho de pescado, etc.

#### Plátano

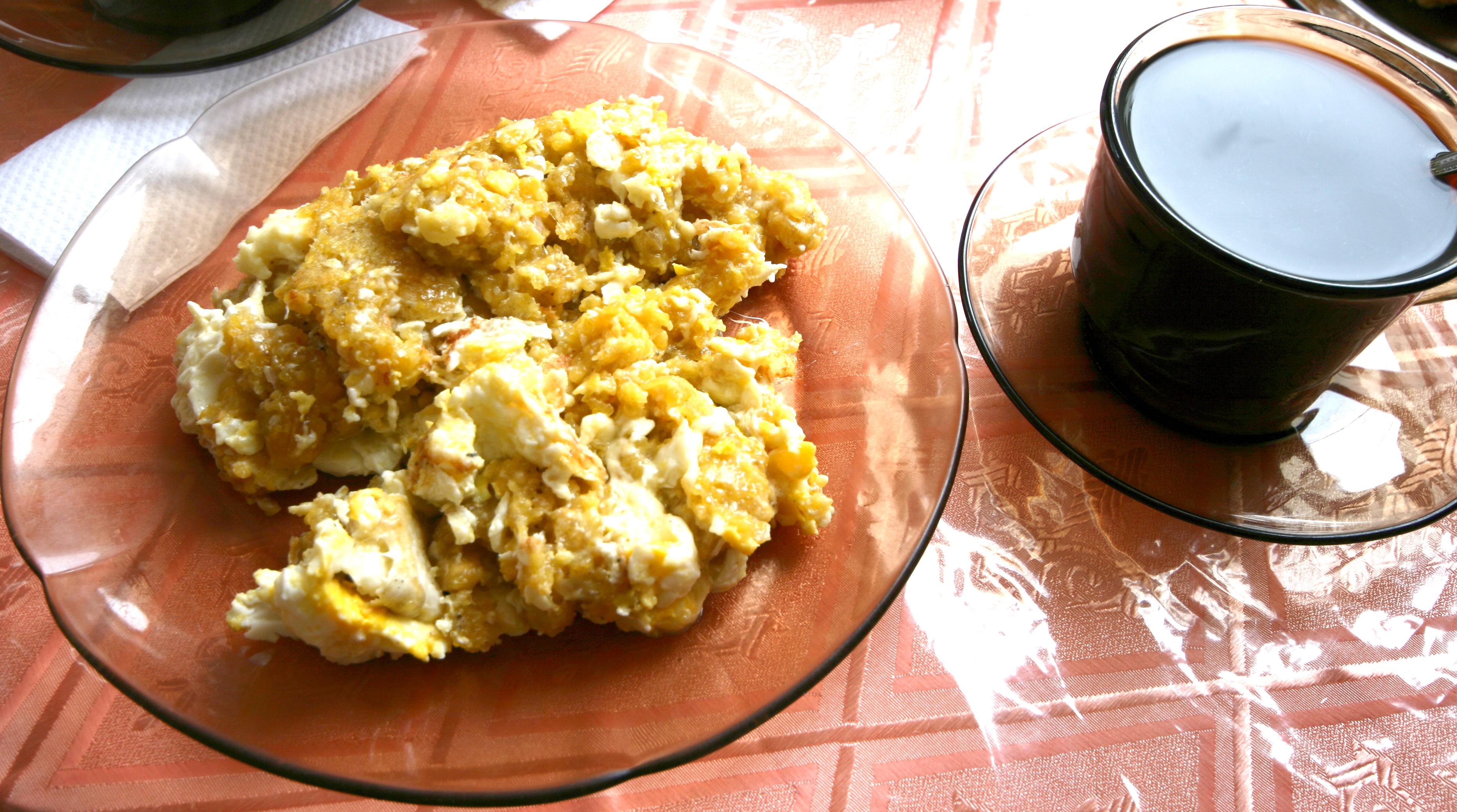
Tigrillo con café

Ecuador es un importante país exportador de plátanos, por lo que este representa un importante elemento en la gastronomía, en especial en la costa ecuatoriana. Existen tres principales variedades de plátano, siendo las tres más importantes: el plátano verde, el plátano maduro y el banano. El plátano verde suele comerse frito, en forma de chifles, patacones o hervido, se prepara salado y es de consistencia dura. Destaca dentro de las innumerables preparaciones con este ingrediente el Tigrillo, plato que fue declarado en 2020 Patrimonio Cultural Inmaterial del Ecuador, su receta original certificada, tiene una base de verde, huevos, queso y cebolla y se acompaña con café negro zarumeño uno de los más reconocidos a nivel mundial. El plátano maduro suele comerse frito o hervido de igual manera, tiene un sabor más dulce y una consistencia más suave, y el banano suele comerse crudo como una fruta cualquiera, aunque también hay una variedad de bebidas y postres preparados a base del mismo como el maduro lampreado La producción del plátano ecuatoriano está adoptando prácticas de economía circular y uso de coproductos.

#### Maíz

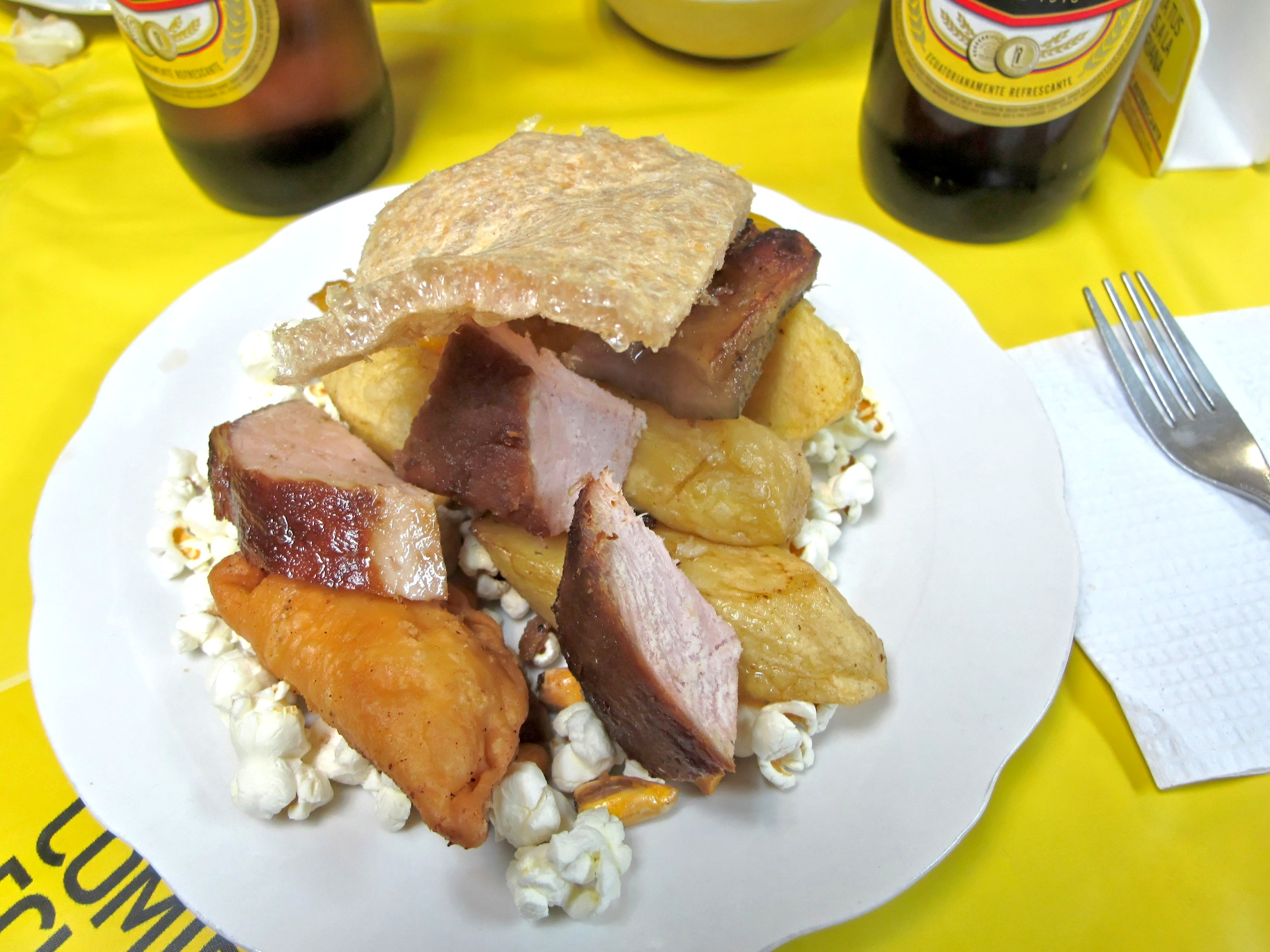
Chugchucara, plato que incluye palomitas de maíz y tostado

El maíz es la base de la gran parte de la comida ecuatoriana, siendo uno de los cereales más sembrados en todo el país. Se cultivan decenas de especies diferentes de maíz; a su vez, cada uno de estos tipos de maíz presenta diversas variedades. Se emplea en recetas de sopas, platos fuertes, ensaladas, bebidas y postres. Algunas de estas variedades son el choclo o maíz blanco, el mote, el chulpi, el morocho cada una aporta distintas propiedades en lo que se refiere a textura, y sabor.

#### Verduras y legumbres
Las verduras están presentes en diferentes formas, el plátano verde o maduro, la yuca, o la salsa de maní (cacahuate) tostado y molido. El maíz se suele comer en las muy populares tortillas de maíz conocidas como bonitísimas, cocinan los choclos (maíz tierno) en agua y sal, las mazamorras y los comen con queso fresco. Igual los frijoles, que acompañan a muchos de sus platos. El puré de papas o lo sirven de base para platos como los llapingachos que son tortillas de papa o los locros.

#### Carnes

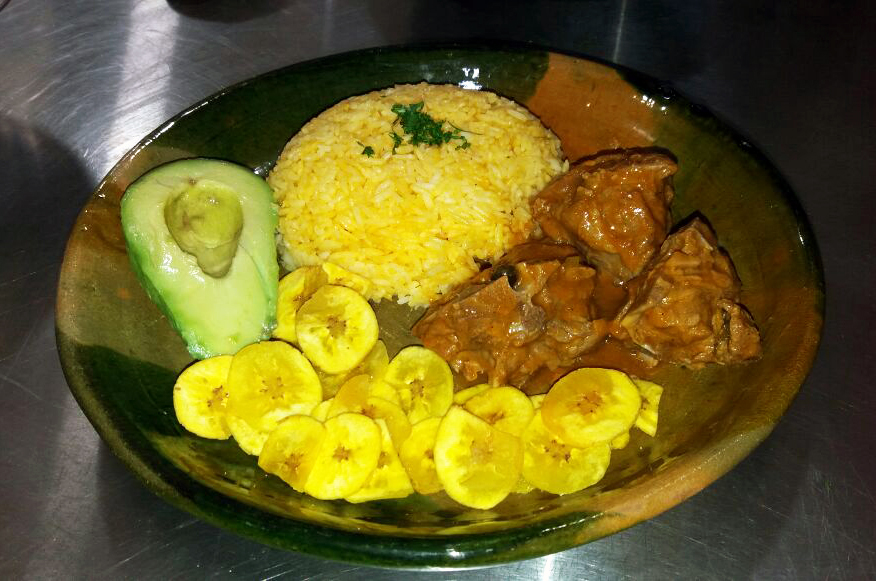
Seco de Chivo

Se suele comer carne de cerdo, res, borrego, pollo y chivo. Algunos platos se combinan con verduras como el seco que son trozos de carne servida con arroz. Dentro de los platos exóticos se tiene el cuy, que suele comerse asado en las celebraciones de ciertas partes del país. Aunque, tras siglos de colonización, la influencia española logró que este roedor fuera apartado de la dieta para reemplazarse por la carne de res, o de cerdo. La carne de chancho (cerdo, lechón) se come en varios lugares del país, participa en la elaboración de diversos platos, algunos de ellos como fritada, hornado, chugchucaras. Es de destacar de la cocina de Ecuador los caldos (sopas, sancochos y locros) que suelen prepararse con verduras muy diversas y carne de gallina, son frecuentemente servidos en los mercados callejeros como desayuno. Algunos de ellos son muy populares como el Yahuarlocro que es una sopa de papas que lleva como ingrediente particular carne de borrego y una salsa especial con sangre de borrego o cordero.

#### Cacao
El cacao ha sido usado como alimento desde la prehistoria ecuatoriana. Los vestigios más antiguos de cacao consumido por seres humanos en el mundo han sido hallados en Ecuador hace 5.500 años, en Zamora Chinchipe por investigadores franceses y ecuatorianos, por cuanto actualmente se considera que es originario de Ecuador y que fue posteriormente trasladado a Centroamérica. En 1913 el 64 % de las exportaciones era de cacao, lo que le convertía a Ecuador en una economía monoexportadora, dependiente casi totalmente de la producción de cacao. Hasta inicios del siglo XXI casi todo el cacao producido era exportado para la elaboración de los más finos chocolates del mundo, pero actualmente ha surgido una importante industria chocolatera ecuatoriana, llegando a destacarse a nivel mundial y ganando más de 300 premios internacionales a su excelencia, calidad y aroma.

#### Maní
El maní forma parte de una enorme variedad de platos, siendo su uso especialmente llamativo en Manabí, a través de la preparación de la sal prieta, pero extendiéndose a todo el territorio nacional. Algunos de los platos que lo utilizan son el corviche, (junto al plátano verde y el pescado), el caldo de patas en la Sierra, salsa de maní, ají con maní, sal prieta. "Otro plato muy típico es el viche, es una sopa que tiene como principal insumo al maní, que se lo adereza con cualquier marisco: langosta, guariche o cangrejo, camarón de río o de mar, pescado de diversas especies, a ellos se agregan otros ingredientes propios de la región".

## Gastronomía costeña
La gastronomía costeña es muy variada, se basa en pescado especialmente la corvina, la trucha y la tilapia. Los plátanos también forman parte importante de la culinaria típica (verdes, maduros o guineos). Los platos costeños más importantes son: encocado, arroz con menestra y carne, encebollado de pescado, ceviche de camarón y de pescado, usualmente acompañado de chifles; bolón, Viche, muchines de yuca, patacón, sopa marinera, arroz marinero, arroz guayaco, corviche, bandera, sancocho de bagre, etc.

### Platos y bebidas deRegión costayGalápagos

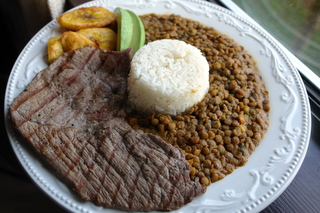
Arroz con menestra y carne
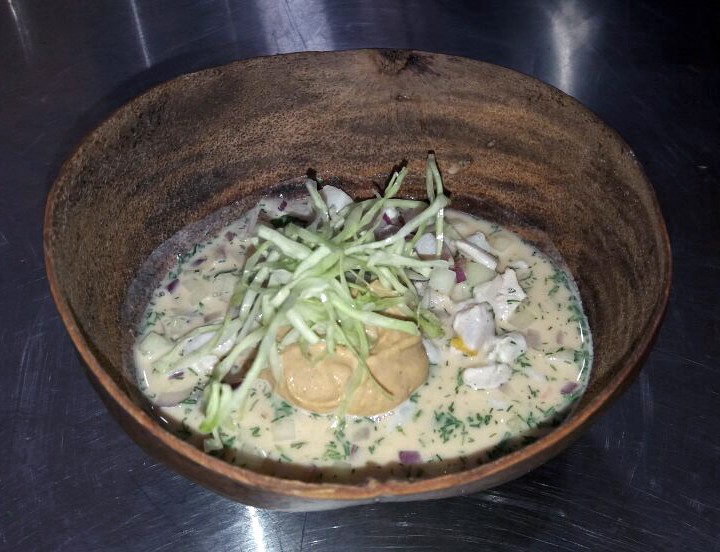
Ceviche jipijapa
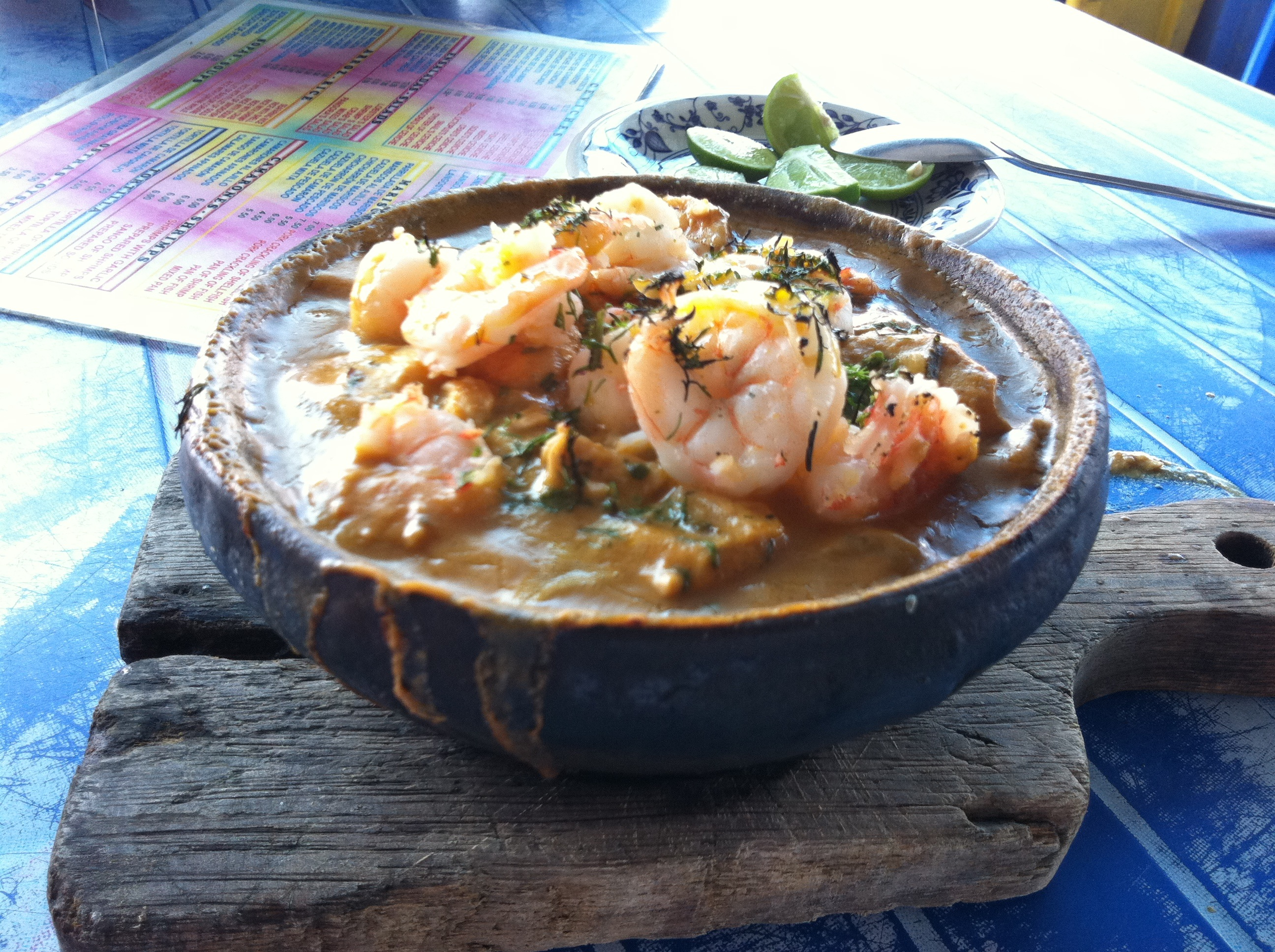
Cazuela

- Aguado de gallina
- Aguado de menudencia
- Arroz con camarones
- Arroz con leche
- Arroz con menestra de frejol
- Arroz con menestra de garbanzo
- Arroz con menestra y carne asada
- Arroz con menestra de lenteja
- Arroz con menestra de verde
- Arroz con pollo
- Arroz con recortes
- Arroz marinero
- Arroz mote
- Bollo de pescado
- Bolón de verde
- Bolón pinton
- Bolón de maduro
- Caldo de bolas de verde
- Caldo de salchicha
- Caldo de torrejas
- Camotillo
- Cangrejada
- Cangrejo al ajillo
- Cangrejo encocado
- Carapachos de cangrejo rellenos
- Carne en palito
- Cazuela de camarón
- Cazuela de pescado
- Cazuela de pollo
- Ceviche de calamar
- Ceviche de camarón
- Ceviche de concha
- Ceviche de ostión
- Ceviche de pescado
- Ceviche de pulpo
- Ceviche de spondylus
- Ceviche mixto
- Chaulafán
- Chicha resbaladera
- Chucula
- Chupe
- Churrasco
- Cocadas
- Colada de avena con naranjilla
- Comibebe
- Corviche
- Crema de zapallo
- Cuajada
- Empanadas de verde
- Empanadas de viento
- Empanadas de yuca
- Encebollado
- Encocado de camarón
- Encocado de pescado
- Greñoso
- Guatita
- Hallaca
- Langosta
- Maduro con queso
- Maduro lampreado
- Majado de plátano
- Maní quebrado
- Mazamorra
- Meloso de gallina
- Menestrón
- Muchines
- Natilla
- Pan de yuca
- Pan de Cadeate
- Pastel de carne
- Pastel de chorizo
- Patacón
- Salprieta
- Sancocho
- Sango de camarón
- Sango de choclo
- Sango de pescado
- Seco de chancho
- Seco de chivo
- Seco de gallina criolla
- Seco de guanta
- Seco de pato
- Seco de venado
- Sopa de bagre
- Sopa de fideo y queso
- Sopa de hueso blanco
- Sopa de tortilla
- Tapao
- Tigrillo
- Tonga
- Torta de maduro
- Torta de tres leches
- Torta dulce huertense
- Tortilla de verde
- Viche

## Gastronomía de la Región sierra
La región sierra, coincidente con el corredor interandino, acude a productos distintos de los de las regiones Costa y Amazonía. La mayoría de su gastronomía es preparada a base de carne de cerdo, res y pollo. Tiene influencia de la cocina española. El maíz y la papa son los protagonistas en la gastronomía serrana. Los motes del Azuay, el repe blanco de Loja, las cascaritas de Cañar, los chigüiles de Bolívar, el Hornado pastuso de Carchi, el Hornado con Chiriuchu de Chimborazo, las Chugchucaras de Cotopaxi, la fritada imbabureña, el Locro de papa de Pichincha y el Llapingacho de Tungurahua son ejemplos emblemáticos de la gastronomía serrana del Ecuador.

### Platos de laRegión sierra
- Hornado
- Mote pillo
- Fanesca

- Ají de carne
- Ají de cuy
- Allullas con queso de hoja
- Arrope de mora
- Bebida de morocho
- Buñuelos de maíz
- Tostado de dulce
- Caldo de 31
- Caldo de patas
- Canelazo
- Cariucho de gallina
- Carnes coloradas
- Cecina lojana de cerdo
- Ceviche de chochos
- Champús
- Chanfaina
- Chicha de jora
- Chigüil
- Chivo al hueco
- Choclos con queso
- Chocolate ambateño
- Chuchuca
- Chugchucaras
- Chulpi chocho
- Chuzo
- Colada morada
- Conejo asado de Ficoa
- Cuy asado con papas
- Delicados
- Dulce de higo
- Empanadas de morocho
- Empanadas de viento
- Fanesca
- Fritada
- Gallina cuyada
- Gallina de Pinllo
- Guaguas de pan
- Helado de paila
- Helados de Salcedo

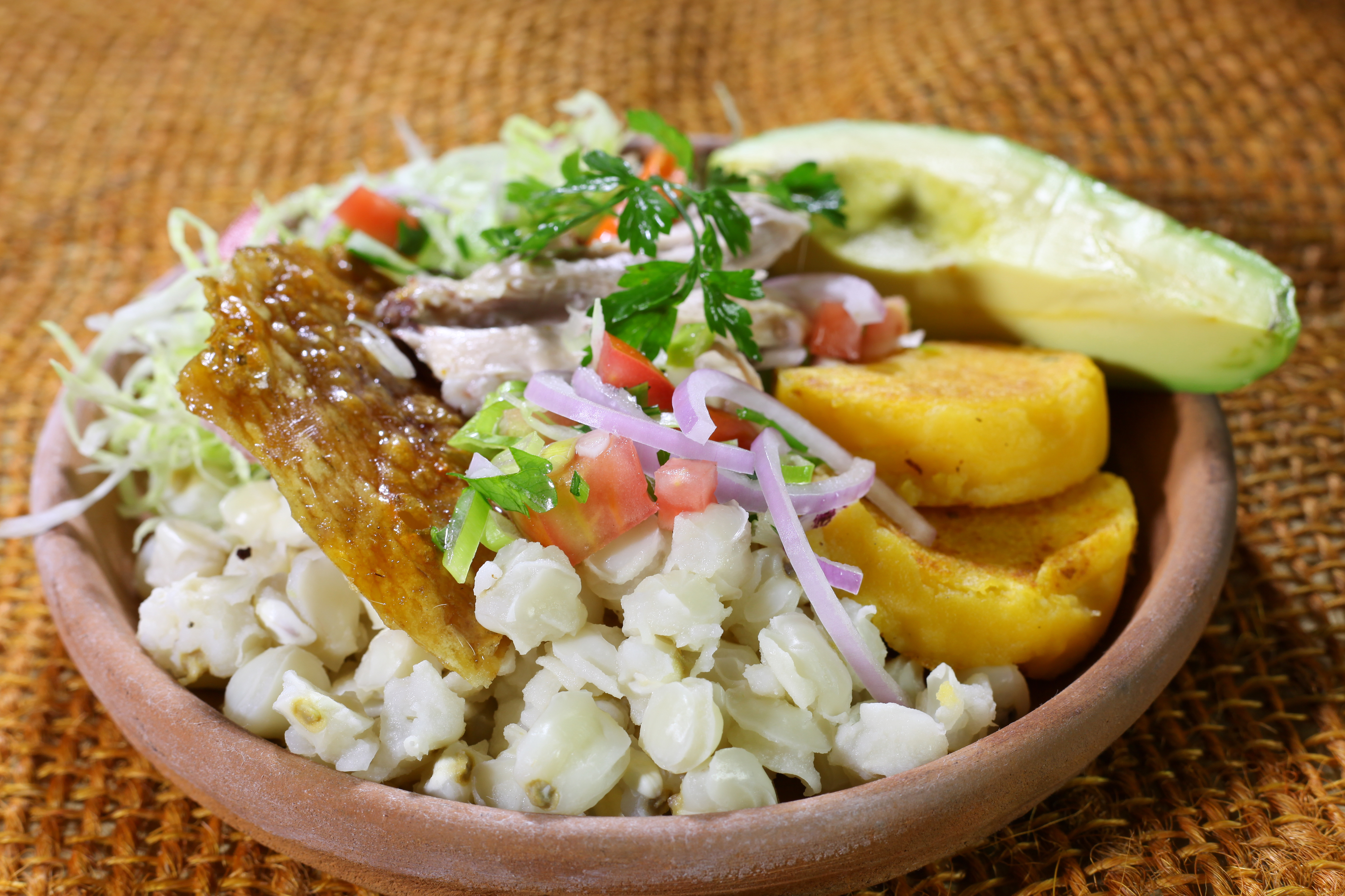
Hornado
- Humitas
- Jucho o pulcha perro
- Llapingachos
- Locro de cuy
- Locro de papas (quiteño y cuencano)
- Menudo
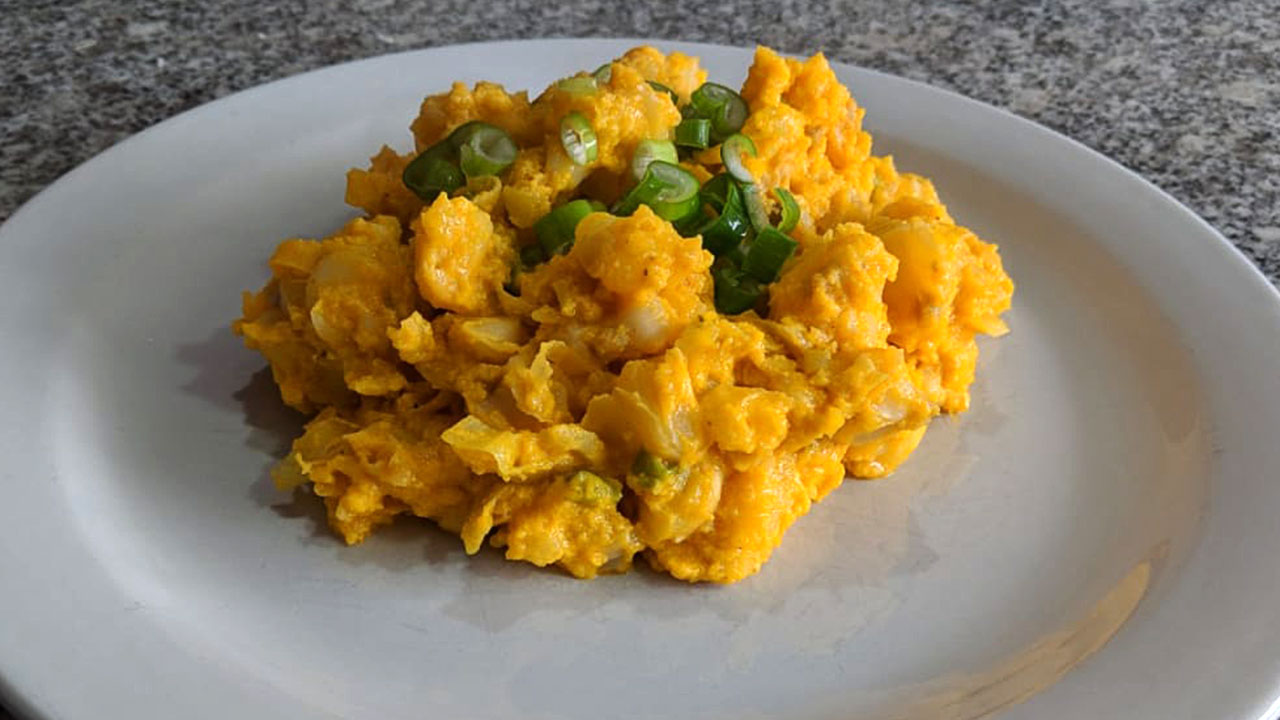
Mote cauca
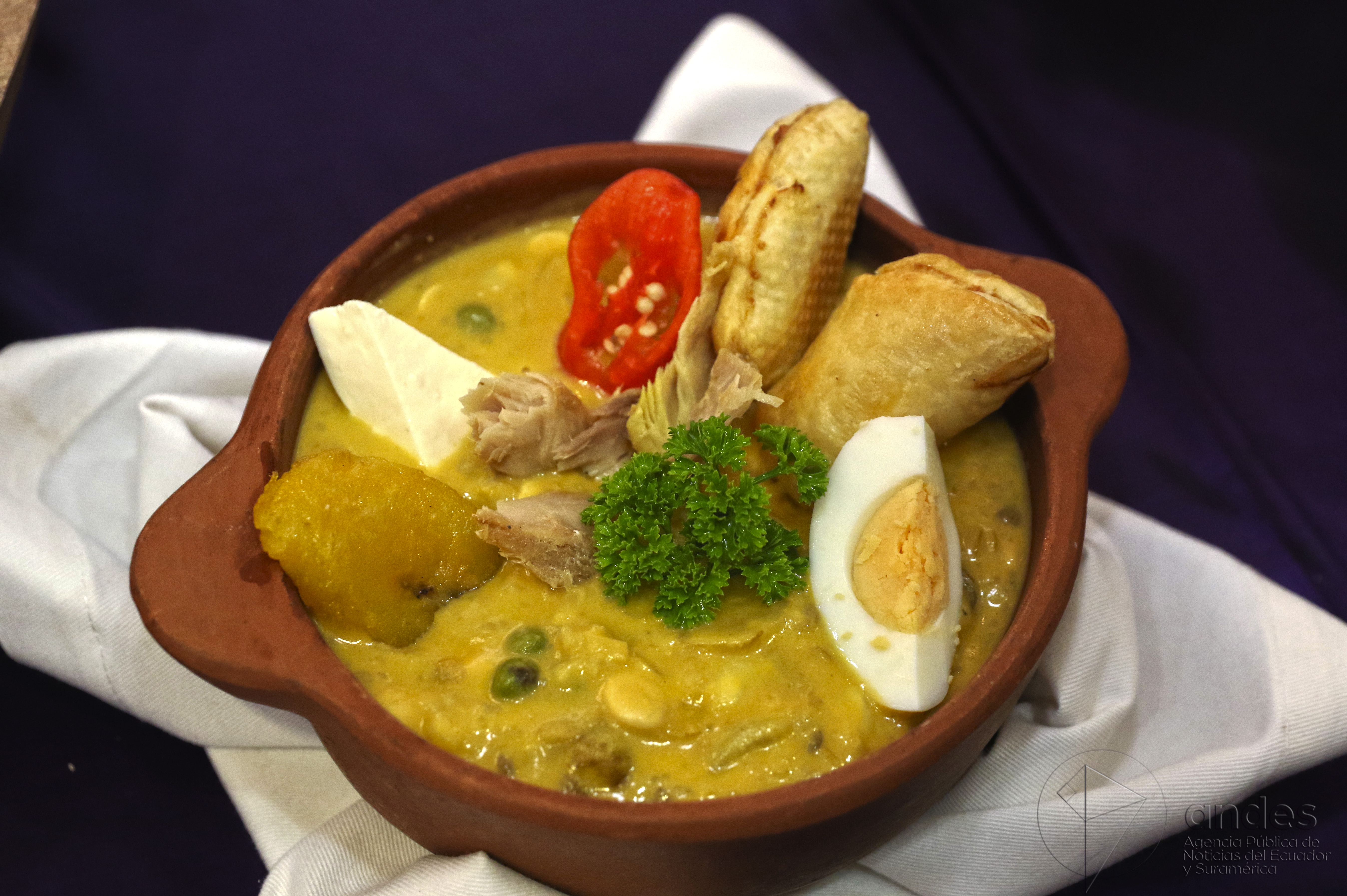
Fanesca

- Mote pata
- Mote pillo
- Mote sucio
- Nogadas
- Pan de Ambato
- Pan de los finados
- Pan de Pinllo
- Papas con cuero
- Papas con sangre
- Puchero
- Quimbolitos
- Repe blanco
- Repe lojano
- Rosero
- Sopa de arroz de cebada
- Sopa de arveja con guineo
- Sopa de habas
- Sopa de quinua
- Tamal lojano
- Timbushca
- Tortillas de choclo
- Tortillas de maíz o bonitísimas
- Tortillas de tiesto o de trigo
- Tripa mishki
- Trucha frita
- Yaguana
- Yahuarlocro

## Gastronomía de la Región amazónica

### Platos de laRegión amazónica[31]
Esta región ofrece platillos elaborados con productos de la zona y algunos de ellos son preparados como ancestralmente lo hacían.

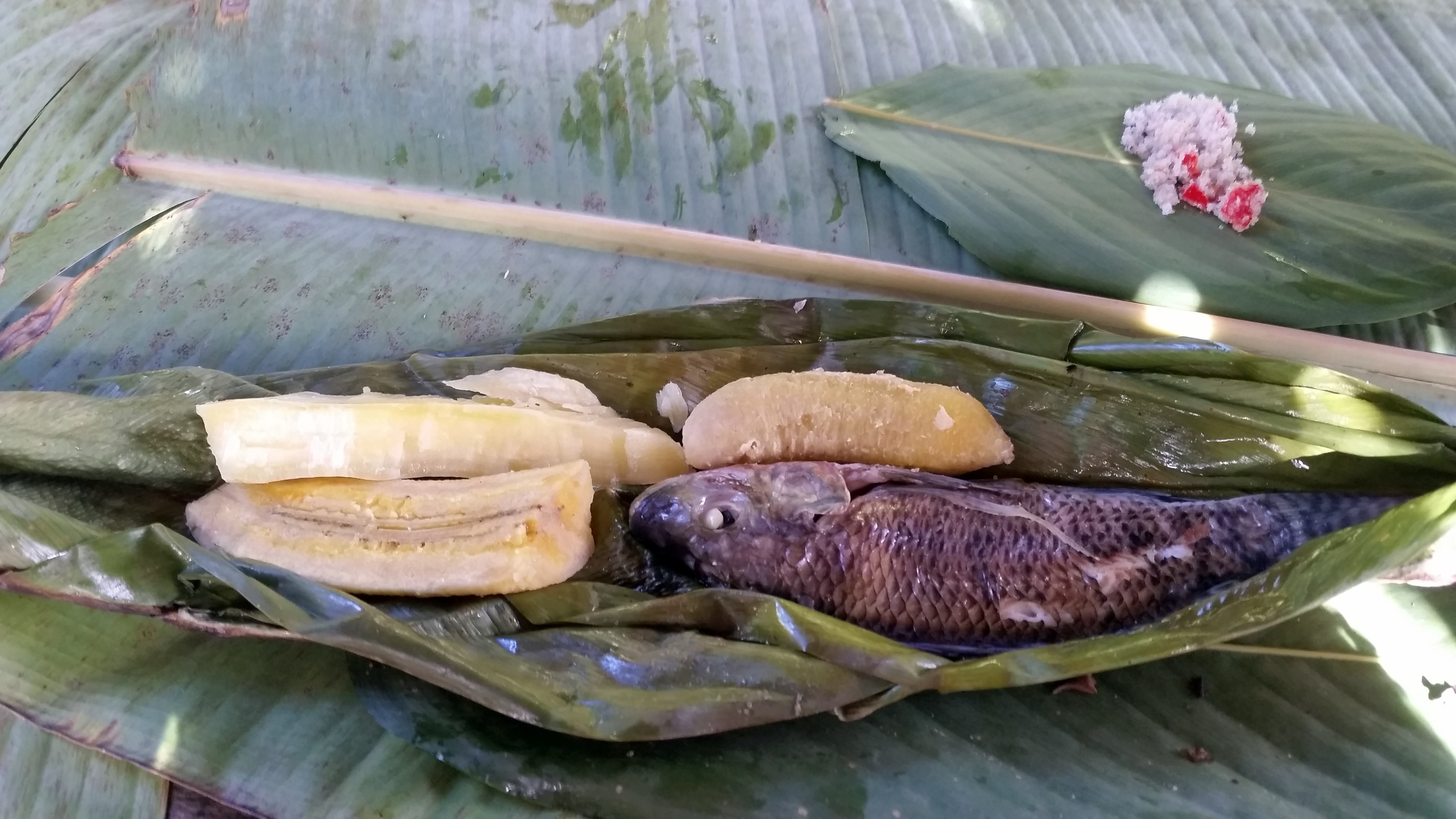
Ayampaco
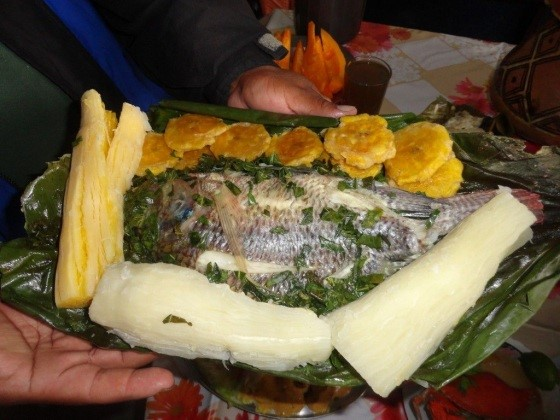
Maito
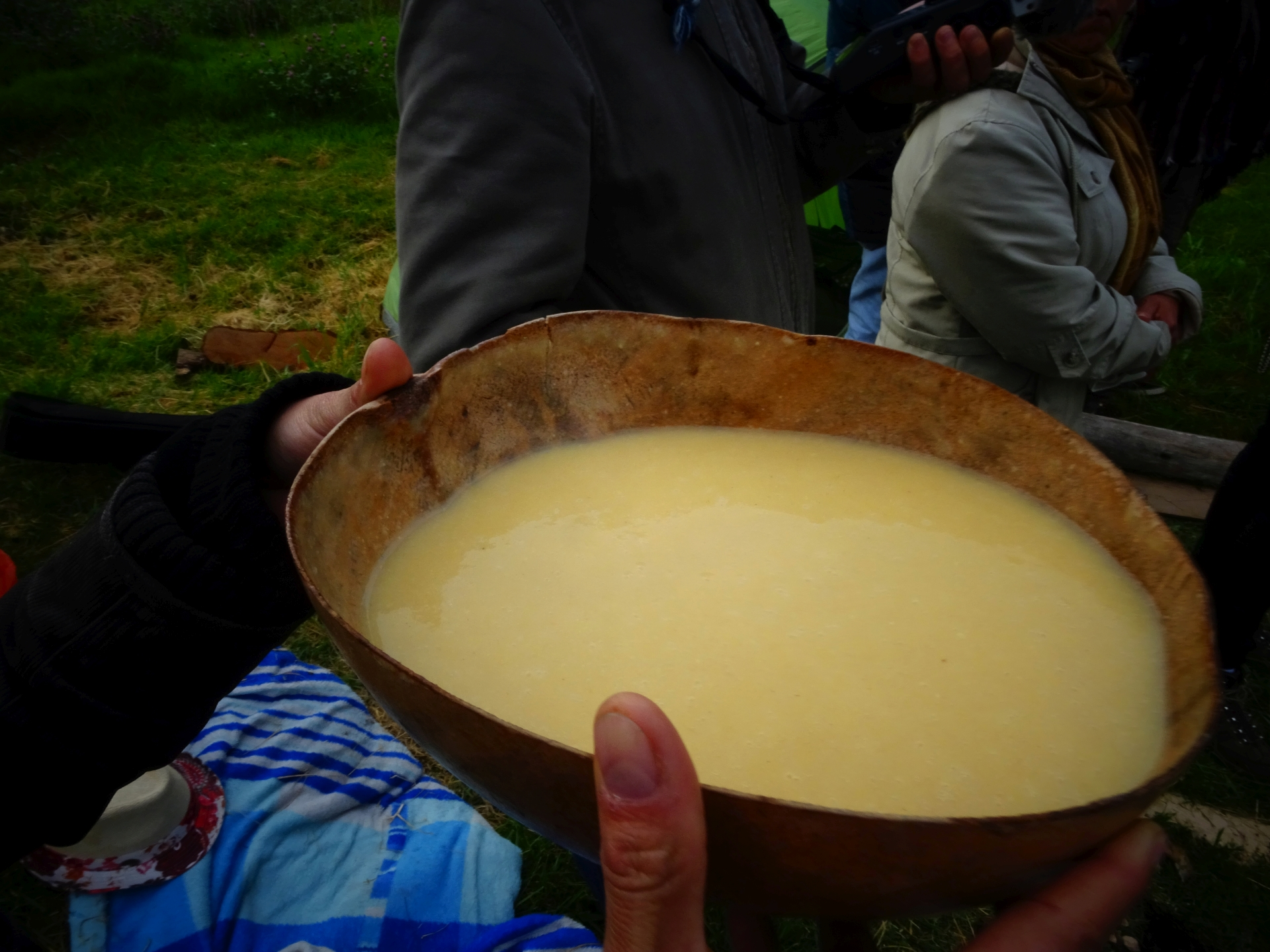
Chicha

- Maito
- Pincho de chontacuro
- Sopa de cachama
- Caldo de carachama
- Chicha de chonta o La taila
- Ayampaco
- Buñuelos de yuca
- Yuca frita
- Ancas de rana
- Guayusa
- Rambuela
- Morcilla de hoja de yuca
- Tamal de yuca
- Tamal de palmito
- Chanjuan
- Caldo de novios
- Buñuelo de yuca

## Gastronomía en festividades

### Semana Santa
- Fanesca[33]
- Arroz con leche
- Molo
- Buñuelos

### Día de los difuntos[34]
- Colada morada[35]
- Guaguas de pan